# Clever Bill
Clever Bill ist ein Bilderbuch des britischen Malers, Illustrators und Kinderbuchautors William Nicholson, das 1926 beim Londoner Verlag Heinemann veröffentlicht wurde.

## Inhalt
Die kleine Mary wird von ihrer Tante eingeladen, sie in Dover zu besuchen. Das Mädchen packt sogleich ihren Koffer, der allerdings zu klein für all die vielen Sachen ist, die sie mitnehmen möchte. Mehrmals ordnet sie die Dinge in unterschiedlicher Reihenfolge an, doch irgendetwas bleibt immer übrig. Als ihr schließlich die Zeit davonläuft, um rechtzeitig den Zug zu erreichen, erwischt es ausgerechnet den kleinen Zinnsoldaten Bill Davis, der es nicht in den Koffer geschafft hat. Dieser bricht ob dieses Zurücklassens in Tränen aus, fasst sich allerdings schnell wieder und läuft kurzerhand einfach querfeldein durch die Landschaft Marys Zug hinterher. Der kleine Zimbelspieler rennt dabei so schnell, dass er gleichzeitig mit dem Zug in Dover eintrifft und auf dem Weg dorthin sogar noch die Zeit gefunden hat, für Mary einen Blumenstrauß zu pflücken, den er ihr mit einer galanten Verbeugung überreicht. Daraufhin nennt sie ihren geliebten Spielkameraden ‚Clever Bill‘ und bedankt sich bei ihm mit einer herzhaften Umarmung und einem Kuss.

## Rezeption
Nicholas Tucker schreibt in seiner Rezension: „Sir William Nicholson war seinerzeit ein einflussreicher Künstler mit eigenem Illustrationsstil. Dieses berühmte Bilderbuch wirkt auf den ersten Blick wie ein spontanes, aus einer Laune heraus entstandenes Werk, zeugt aber durch und durch von künstlerischem Können. Dicke schwarze Linien rahmen jedes Bild ein, mit handschriftlich verfasstem Text am unteren Bildrand jeder Seite. Die Darstellungen der altmodischen Spielzeuge, Kinderkleider etc. zeigen auf eindrucksvolle Weise eine Zeit, die lange vergangen, aber immer einen nostalgischen Besuch wert ist.“ Der US-amerikanische Kinderbuchautor Maurice Sendak zählte Clever Bill zu einem seiner Lieblingsbücher und befand über das Werk: „Eines der wenigen perfekten Bilderbücher für Kinder.“ Die Webseite Kunst im Kinderzimmer schreibt über das Buch und seine Geschichte: „30 Jahre bevor der amerikanische Künstler Remy Charlip sein Buch Dress up and let’s have a party! veröffentlicht, setzt William Nicholson eine erzählerische Dramaturgie ein, die das Umblättern der Seiten als wesentliches Moment in die Bilderzählung einbezieht. The turning of the page nennt es Charlip später und verweist damit auf die einzigartige physische Struktur des Bilderbuchs.“

## Besonderheiten
Auf den Vorsatzblättern ist ein Pferd zu sehen, das einen Karren zieht, der die Initialen des Künstlers trägt. Daneben sieht man zwei Pakete, die im Sinne einer Widmung an Nicholsons Kinder adressiert sind.

## Referenzen
Clever Bill ist in dem literarischen Nachschlagewerk 1001 Kinder- und Jugendbücher – Lies uns, bevor Du erwachsen bist! für die Altersstufe 3+ Jahre enthalten.

## Ausgaben
- Clever Bill. Heinemann, UK 1926 (englisch).